# Journal des voyages
Le Journal des voyages et des aventures de terre et de mer est un hebdomadaire français créé à Paris en juillet 1877 et disparu en 1949.
Il mêlait des récits réalistes de voyage et d'exploration à des fictions rocambolesques, le tout abondamment illustré, souvent de manière fantastique.

## Première série (1877-1896)
Le Journal des voyages  a pour origine le périodique Sur terre et sur mer. Journal hebdomadaire de voyages et d'aventures, fondé par Charles-Lucien Huard le 1er juillet 1875 à Paris. Ce périodique est ensuite absorbé en juillet 1877 par une nouvelle équipe dirigeante.
Au début de l'année 1877, Maurice Dreyfous s'associe à Georges Decaux dans le but de lancer un hebdomadaire sur les voyages d'explorations et visant un public populaire. Le Journal des voyages et des aventures de terre et de mer bénéficie de l'expérience d'un éditeur comme Decaux qui avait repris le fonds de son ami et associé François Polo, créateur entre autres de L’Éclipse, un journal satirique illustré disparu un an plus tôt. Dreyfous et Decaux rachètent le titre d'Huard, lequel connaissait des difficultés. 
De son côté, Dreyfous a publié de nombreux ouvrages de vulgarisation ; il est ami avec Émile Zola et Gustave Flaubert ; surtout, il possède des contacts à Londres et réussit, entre autres, à récupérer les carnets de voyage de l'explorateur Henry Morton Stanley qui venait de découvrir les sources du fleuve Congo qu'il édite dans une nouvelle collection, la « Bibliothèque d'aventures et de voyages », laquelle connaît un certain succès. Armand-Désiré Montgredien est nommé gérant.
Livré le dimanche afin de cibler les familles, le périodique possède donc une direction bicéphale, le siège parisien étant situé à deux adresses : à la Librairie illustrée, 7 rue du Croissant, et à la Librairie M. Dreyfous, 13 faubourg Montmartre. Il est vendu 15 centimes pour 16 pages au format in-folio en noir et blanc.
Cette première formule va durer vingt ans. Parmi les premiers collaborateurs, on note un certain Jules Gros, qui n'a pas son pareil pour transformer les notes brouillonnes de certains voyageurs en récits enlevés. Membre de la Société de géographie, il quitte un beau jour le journal, gagné par la fièvre de l'or, et s'en va fonder la République de Counani, un territoire situé au nord du Brésil, et s'y proclame bientôt président !
Le Journal des voyages trouve rapidement son public : son seul concurrent sérieux est Le Tour du monde, journal des voyages et des voyageurs édité par Hachette. 
Si Decaux ramène au journal un certain nombre d'illustrateurs, Dreyfous réussit à convaincre de collaborer le dessinateur Albert Robida, dont il fut aussi le premier éditeur. Un romancier y est particulièrement remarqué par le public : Louis-Henri Boussenard. 
La Librairie illustrée, qui déménage au 8 rue Saint-Joseph, élargit sensiblement son fonds ; Decaux et Montgredien se lancent dans la publication d'autres périodiques comme La Science illustrée à partir de 1887 qui reprend certains des auteurs et illustrateurs du journal. Est confié à Robida la nouvelle série du Monde comique, sorte de supplément illustré humoristique de 6 pages.

## Deuxième série (1896-1915)

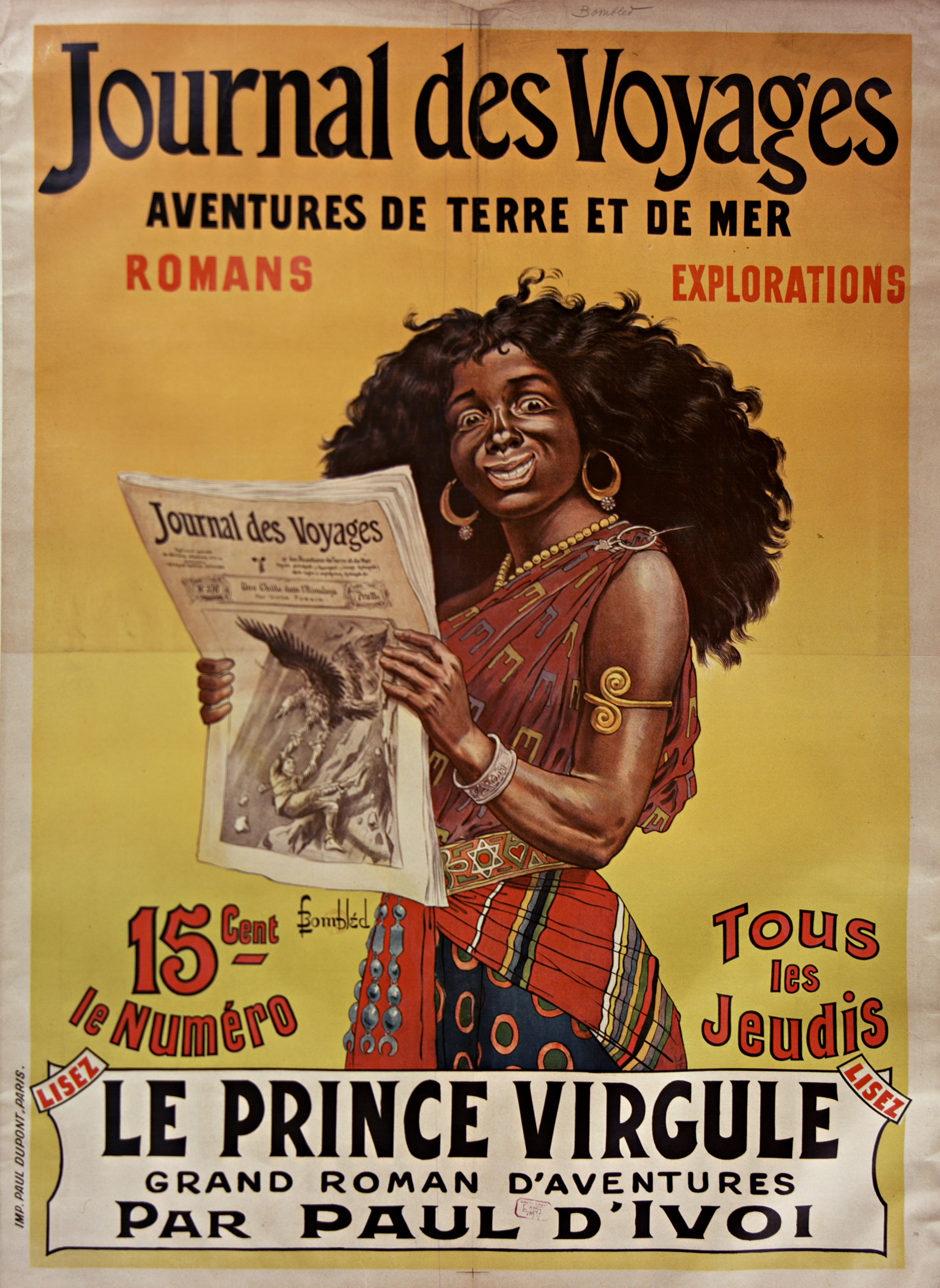
Le Prince Virgule, grand roman d'aventures par Paul d'Ivoi, affiche de Louis Bombled, vers 1900.

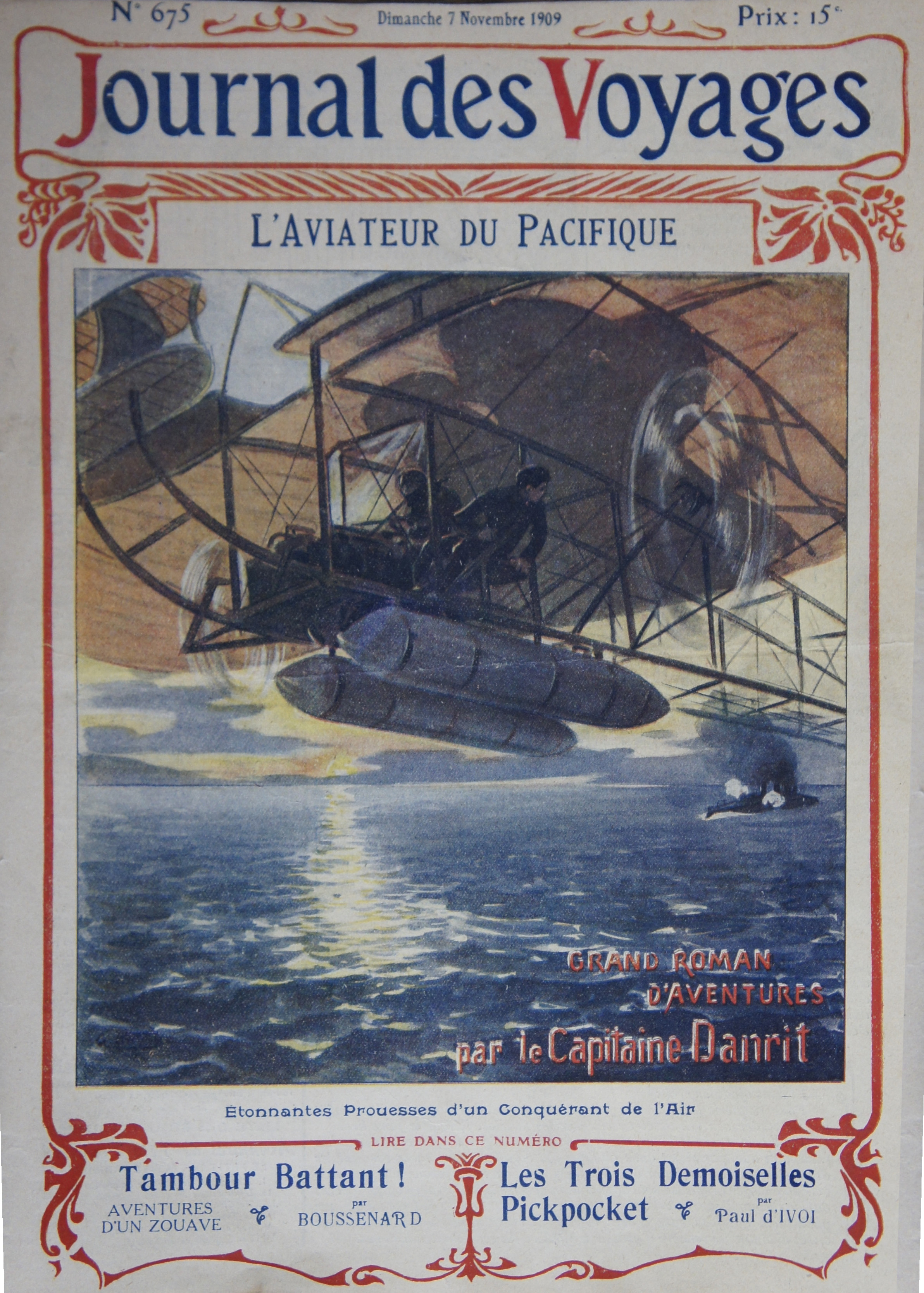
L'Aviateur du Pacifique par le capitaine Danrit, édition du 7 novembre 1909.

Malade, Decaux quitte toutes ses fonctions à partir de 1890. Ses parts sont rachetées en 1894 par les frères Charles et Jules Tallandier qui entrent dans le capital de la Librairie illustrée aux côtés de Montgredien, tandis que Dreyfous reste dans un premier temps le directeur. 
Une nouvelle série voit le jour, livrée désormais le jeudi au lieu du dimanche, comportant une première page en couleurs, après que le titre a fusionné avec trois anciens périodiques : Sur mer et sur terre, revue illustrée des voyages (1889), Le Monde pittoresque et monumental et La Terre illustrée, ce dernier devenant un supplément du journal. En 1900, Tallandier prend le contrôle du groupe et nomme le géographe Léon Dewez directeur. Le siège s'installe au 146 rue Montmartre, juste au-dessus du café du Croissant où Jean Jaurès mourra assassiné en juillet 1914. Le Journal des voyages devient un acteur incontournable de ce quartier, où se concentre à cette époque la quasi-totalité des journaux et des imprimeurs.
Après le lancement d'une nouvelle maquette en 1909, le journal est à son apogée, quand un nouveau concurrent porte un coup aux ventes du journal, il s'agit de L'Intrépide édité par la Société parisienne d'édition qui cible les jeunes adultes. Quelques années plus tôt, le magazine Je sais tout avait déjà capté une partie du lectorat adulte en proposant des « récits extraordinaires et de découvertes », imitant en cela les magazines anglo-saxons du groupe fondé par George Newnes. L'arrivée de la photographie dans les éditions de presse courante tue petit à petit la part de mystère qui faisait le charme du Journal des voyages où les dessinateurs et graveurs ont encore la part belle.  
Un an après le début de la Première Guerre mondiale et toujours vendu 15 centimes, le Journal des voyages suspend sa parution, après avoir consacré ses unes aux récits militaires.

## Troisième série (1920-1921)
La leçon des années 1910 semble avoir été retenue par les repreneurs du titre, toujours sous le contrôle des éditions Tallandier : rebaptisé À l'Aventure : Journal de voyages, sur mer, sur terre, dans les airs, il s'adresse désormais à un jeune public. Relancée le 26 février 1920, la formule s'arrête le 13 octobre 1921.

## Quatrième série (1924-1925)
Tallandier relance une dernière fois le titre, baptisé Le Journal des voyages, revue de récréation scientifique le 16 octobre 1924 et le confie à l'abbé Th. Moreux, propulsé directeur scientifique et Guy de Téramond, directeur littéraire, ce dernier étant un romancier extrêmement prolifique et qui ne dédaigne par le genre fantastique et la science-fiction. Le premier numéro annonce à ses lecteurs « L'homme aux yeux de tigre » du Captain George, un récit terrifiant mêlant greffe et anomalie génétique, et « Mars va vous parler » : les voyages sont devenus interplanétaires. Concurrencé par Sciences et Voyages, Tallandier cède la licence d’exploitation à l'éditeur Gaston Doin qui va la conserver jusqu'en avril 1925.

## Cinquième série (1925-1931)
Les éditions Larousse se porte acquéreur du titre et le relance en septembre 1925 : baptisé Le Journal des voyages : tourisme, sciences, sports, la formule tente de reconquérir un public adulte et dure jusqu'en 1931, anéantie par la crise économique. 

## Intermède politique (1931-1938)
Étrangement, Le Journal des voyages devient, sous la houlette d'Henri Vasseur, un mensuel politique proche de la SFIO, où Marcel Déat possède sa chronique. Paraissant irrégulièrement, le titre entre en sommeil en 1938.

## Sixième et dernière série (1946-1949)
Le journal renaît de ses cendres en avril 1946 en reprenant son titre original. Une couverture en quadrichromie, des pages en bichromie, la cible est le public jeune. L'hebdomadaire se laisse gagner peu à peu par les valeurs du scoutisme, sous-titrant « Journal de la Jeunesse » des unes de moins en moins illustrées avec soin, faute de papier de qualité et sans doute de ressources.
Le titre disparaît à la fin de l'année 1949.

## Collaborateurs notoires

### Écrivains et voyageurs
- Constant Améro
- Louis Boussenard
- Charles Canivet
- Léon Charpentier
- Edmond Chaudoin
- Jules Clarétie
- Henri Coudreau
- Capitaine Danrit
- Paul d'Ivoi
- Pierre de La Blanchère
- Antoine Mizon
- Maxime Petit
- Louis-Xavier de Ricard
- René Thévenin
- Georges Thomann (sous le nom de G. Nohmant)
- Victor Tissot
- Jules Trousset
- Paul Vigné d'Octon
- Gustave de Wailly

### Illustrateurs
- Horace Castelli
- Clérice Frères
- Georges Conrad
- Paule Crampel (épouse de l'explorateur Paul Crampel)
- Damblans
- Frédéric Dillaye (photogr.)
- Le Clerc : sa collaboration semble commencer au numéro 928 de la première série (21 aout 1895) et se terminer au numéro 641 de la deuxième série (14 mars 1909)
- Jules Férat
- Dieudonné Lancelot
- Émile Mas
- Frédéric Régamey
- Louis Tinayre (1861-1942)
- Zier

## Listes de fictions et reportages notoires
- Louis-Henri Boussenard, Le Tour du monde d'un gamin de Paris, Tomes 4 et 5, janvier-décembre 1879
- Richard Cortambert, Les illustres voyageuses, Tome 5, p. 245, 2e semestre 1879
- Raoul Jolly, « Le docteur Yersin chez les Moïs », Tomes 36 et 37, 26 parties du n° 933 au n° 958, 1895
- Gaston Leroux, Les Chasseurs de danses, roman inachevé complété par Charles de Richter, 1927